# Aglaia saltatorum
Aglaia saltatorum är en tvåhjärtbladig växtart som beskrevs av Albert Charles Smith. Aglaia saltatorum ingår i släktet Aglaia och familjen Meliaceae. Inga underarter finns listade i Catalogue of Life.